# Fresno (Teksas)
Fresno – jednostka osadnicza w Stanach Zjednoczonych, w stanie Teksas, w hrabstwie Fort Bend.